# Trolleybus de Cluj-Napoca

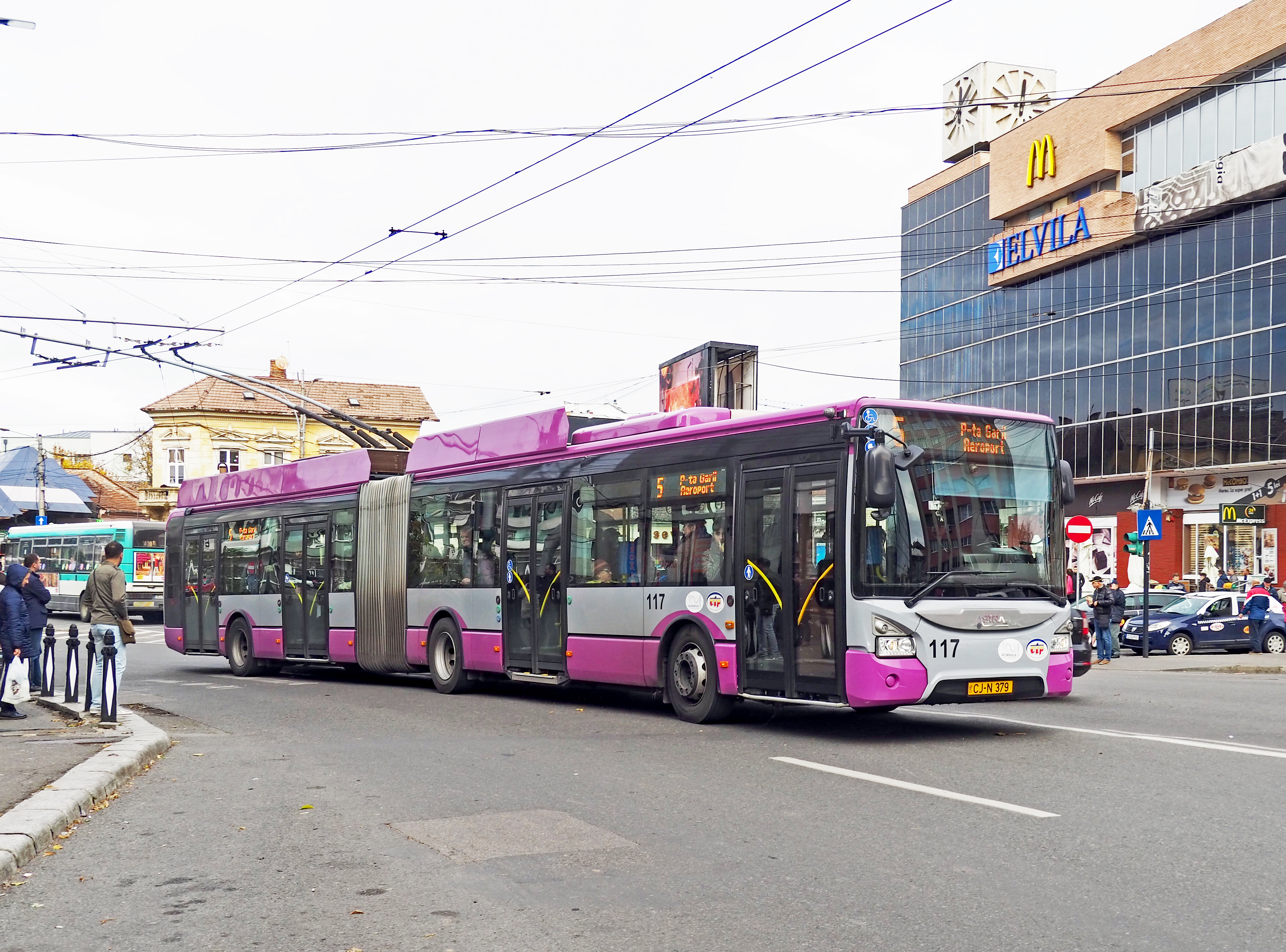
Trolleybus de Cluj-Napoca.

La ville de Cluj-Napoca en Roumanie comporte un réseau de six lignes où roulent 117 trolleybus. 
La société chargée des transports publics est la Compagnie de transport public de Cluj-Napoca (CTP). La ville dispose de 24 km de lignes.

## Lignes
Les six lignes :
| Ligne | Parcours | Longueur en km | Nombre de stations | Temps de parcours |
| ----- | --- | -------------- | ------------------ | ----------------- |
|       | Mănăștur, Strada Clăbucet ↔ Piața 1er mai Monostori negyed, Clăbucet utca ↔ Május 1. tér                                 | +14,           | 11                 | 62 minutes        |
|       | Gheorgheni, Aleea Snagov ↔ Piața Gării Györgyfalvi-negyed, Snagov sétány ↔ Baross tér, Vasútállomás                      | +10,           | 10                 | 46 minutes        |
|       | Mărăști, Atlas ↔ Piața Gării Mărăști-lakótelep, Atlas ↔ Baross tér, Vasútállomás                                         | +11,           | 9                  | 50 minutes        |
|       | Mănăștur, Strada Clăbucet ↔ Mărăști, Atlas Monostori negyed, Clăbucet utca ↔ Mărăști-lakótelep, Atlas                    | +15,           | 13                 | 60 minutes        |
|       | Mărăști, Atlas ↔ Strada Izlazului Mărăști-lakótelep, Atlas ↔ Izlaz utca                                                  | +14,           | 12                 | 62 minutes        |
|       | Mănăștur, Strada Clăbucet ↔ Gheorgheni, Aleea Snagov Monostori negyed, Clăbucet utca ↔ Györgyfalvi-negyed, Snagov sétány | +17,           | 14                 | 65 minutes        |

## Matériel roulant
Depuis février 2020, 25 trolleybus de Solaris Bus & Coach parcourent la ville. Ils peuvent transporter 142 personnes dont 43 assises. Ils sont mus par un moteur électrique de la marque Škoda, d'une puissance de 250 kW. Le véhicule dispose par ailleurs d'une batterie lithium-ion qui lui offre une plus grande liberté.